# Tutupaca
Tutupaca es una cumbre volcánica del Perú de 5.815 m s. n. m. Está situada al sur del Perú. Departamento de Tacna, Provincia de Candarave, Distrito de Camilaca. En la Cordillera Occidental de los Andes correspondiente al departamento de Tacna.
Este volcán muestra actividad fumarólica y una cumbre cubierta de nieve. De sus deshielos nacen 2 ríos pequeños llamados «azufre chico» y «azufre grande».

### Riesgos
Con base en la historia de Tutupaca, se puede vislumbrar una futura erupción donde la actividad renovada provoque otro colapso del volcán. En este caso, alrededor de 8.000 a 10.000 personas, así como la infraestructura de energía geotérmica y minera vecinas, estarían en peligro. Varias ciudades pequeñas, presas derivadoras, canales de riego y las dos carreteras. Otros peligros incluye a las rocas balísticas, flujo piroclástico, avalanchas, ceniza y lluvia de piedra pómez, etc.